# Parablennius verryckeni
Parablennius verryckeni — вид риб з родини Собачкові (Blenniidae), що поширений в східній Атлантиці від Конго до Сьєрра-Леоне. Морська демерсальна тропічна риба, що сягає 4.9 см довжиною.